# Vincetoxicum tmoleum
Vincetoxicum tmoleum är en oleanderväxtart som beskrevs av Pierre Edmond Boissier. Vincetoxicum tmoleum ingår i släktet tulkörter, och familjen oleanderväxter. Inga underarter finns listade i Catalogue of Life.